# Parafia Podwyższenia Krzyża Świętego w Żulicach
Parafia Podwyższenia Krzyża Świętego w Żulicach – parafia należąca do dekanatu Łaszczów diecezji zamojsko-lubaczowskiej. 
Parafia została erygowana 9 września 1972, dekretem ówczesnego biskupa lubelskiego, Piotra Kałwę.
Do parafii należą wierni z następujących miejscowości: Dutrów, Franusin, Telatyn i Żulice.

## Galeria
- Pomniki przy kościele

"Pomniki
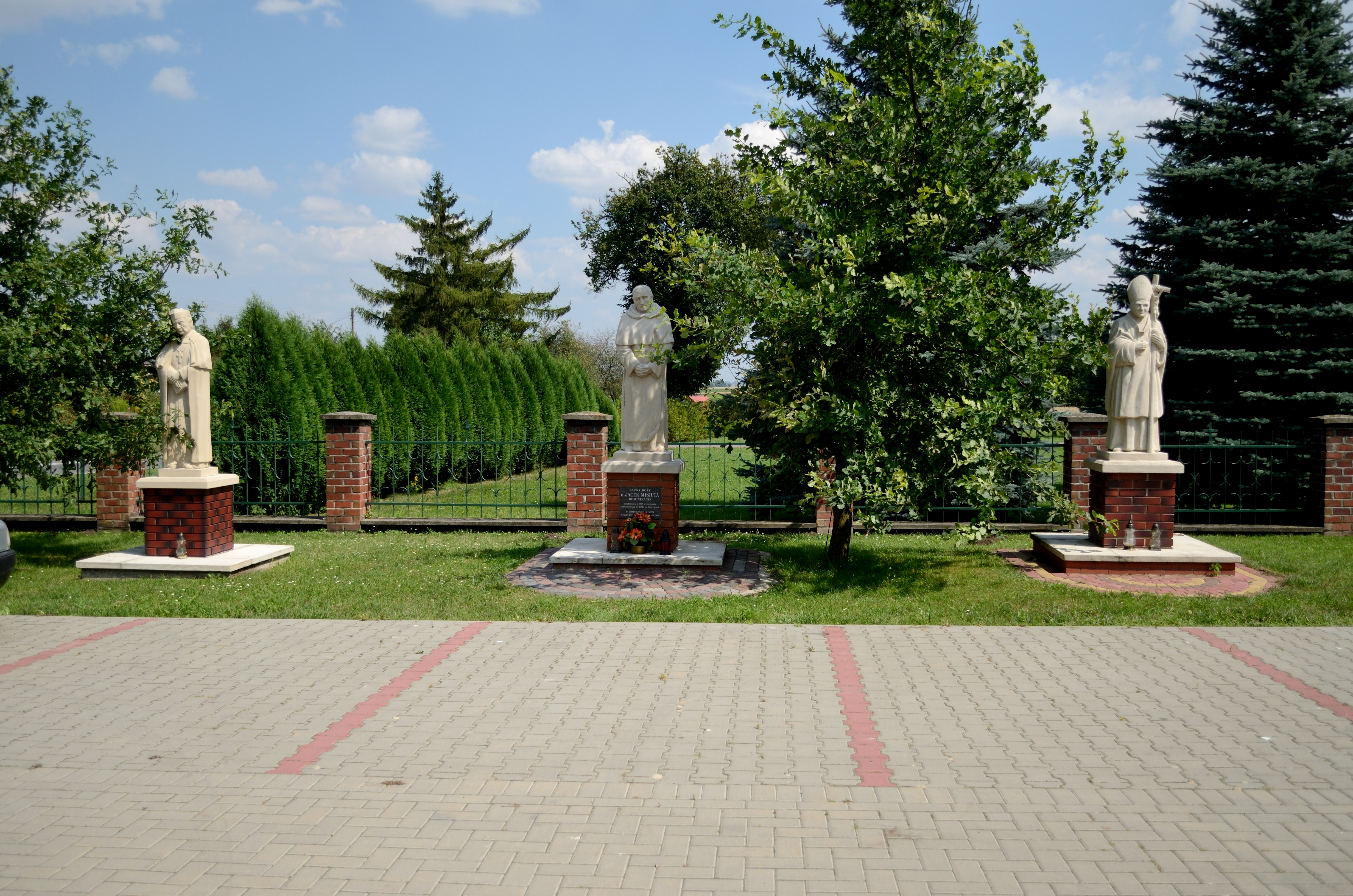
Plan ogólny
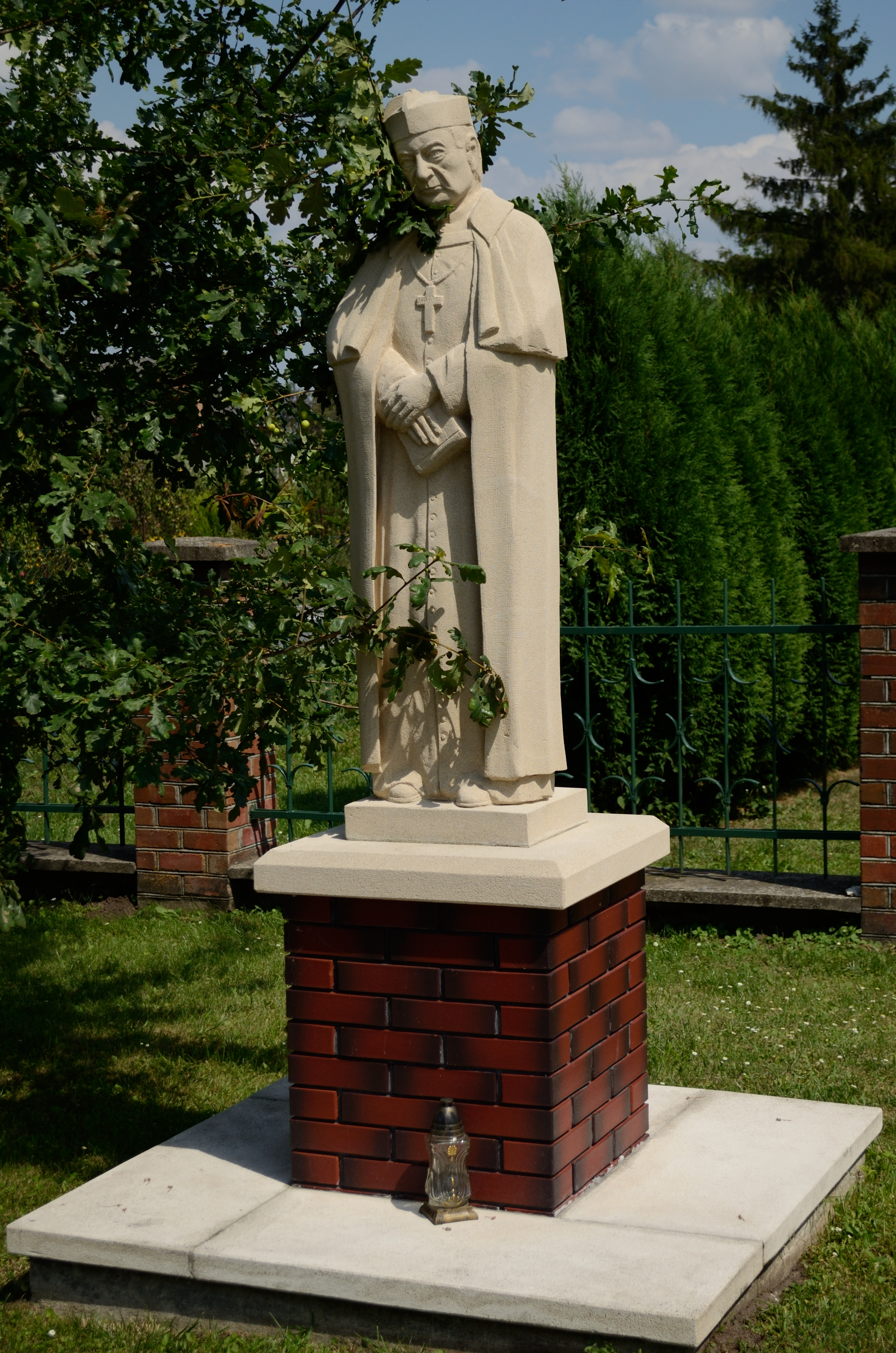
kard. Wyszyńskiego
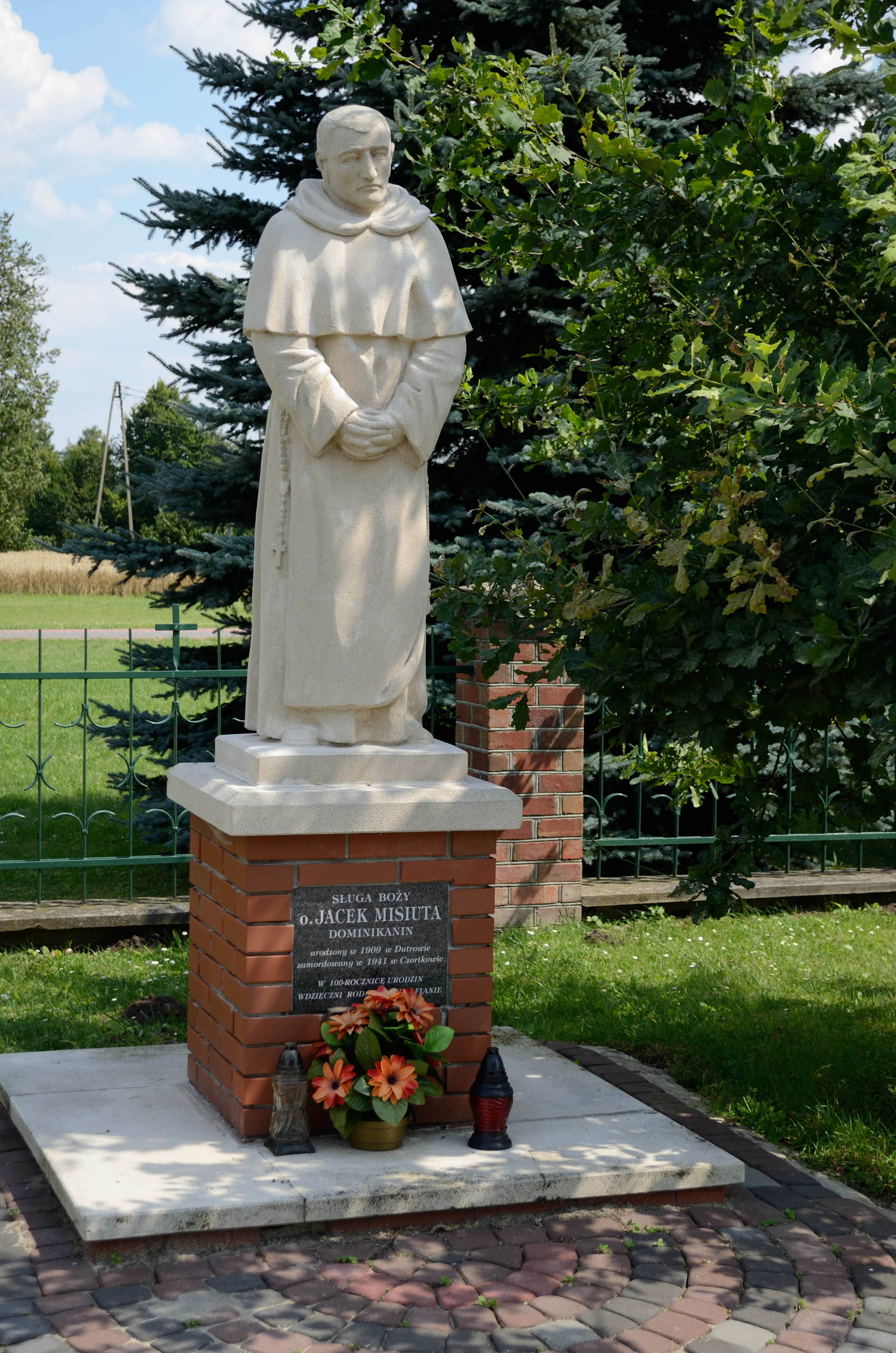
sługi Bożego o. Jacka Misiuty
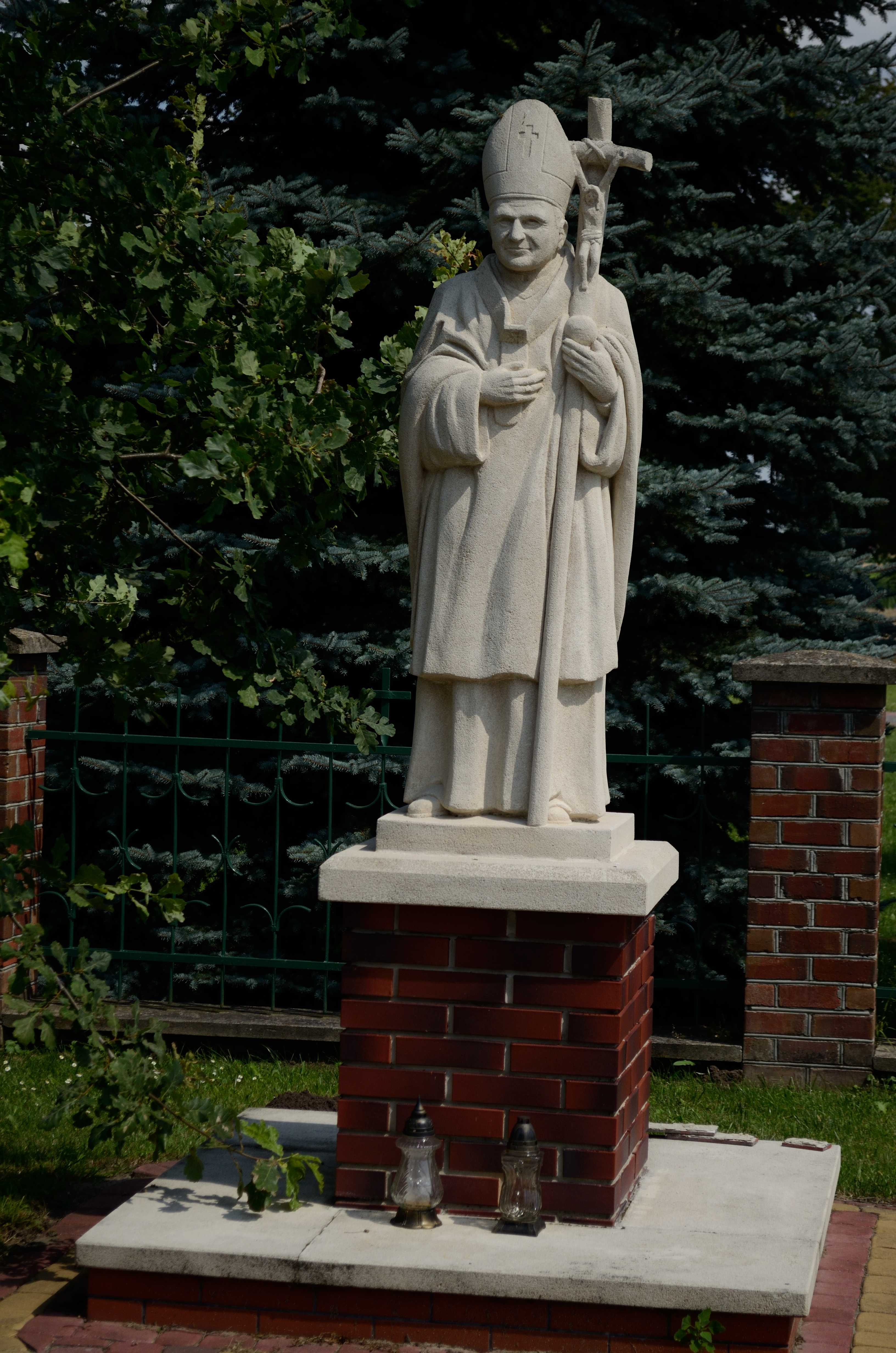
Jana Pawła II